# Quepos (canton)
Pour les articles homonymes, voir Aguirre et Quepos.
Quepos (anciennement Aguirre) est un canton (deuxième échelon administratif) costaricien de la province de Puntarenas au Costa Rica.
En février 2015, le canton est renommé Quepos à la suite d'un vote par l'Assemblée législative du Costa Rica.

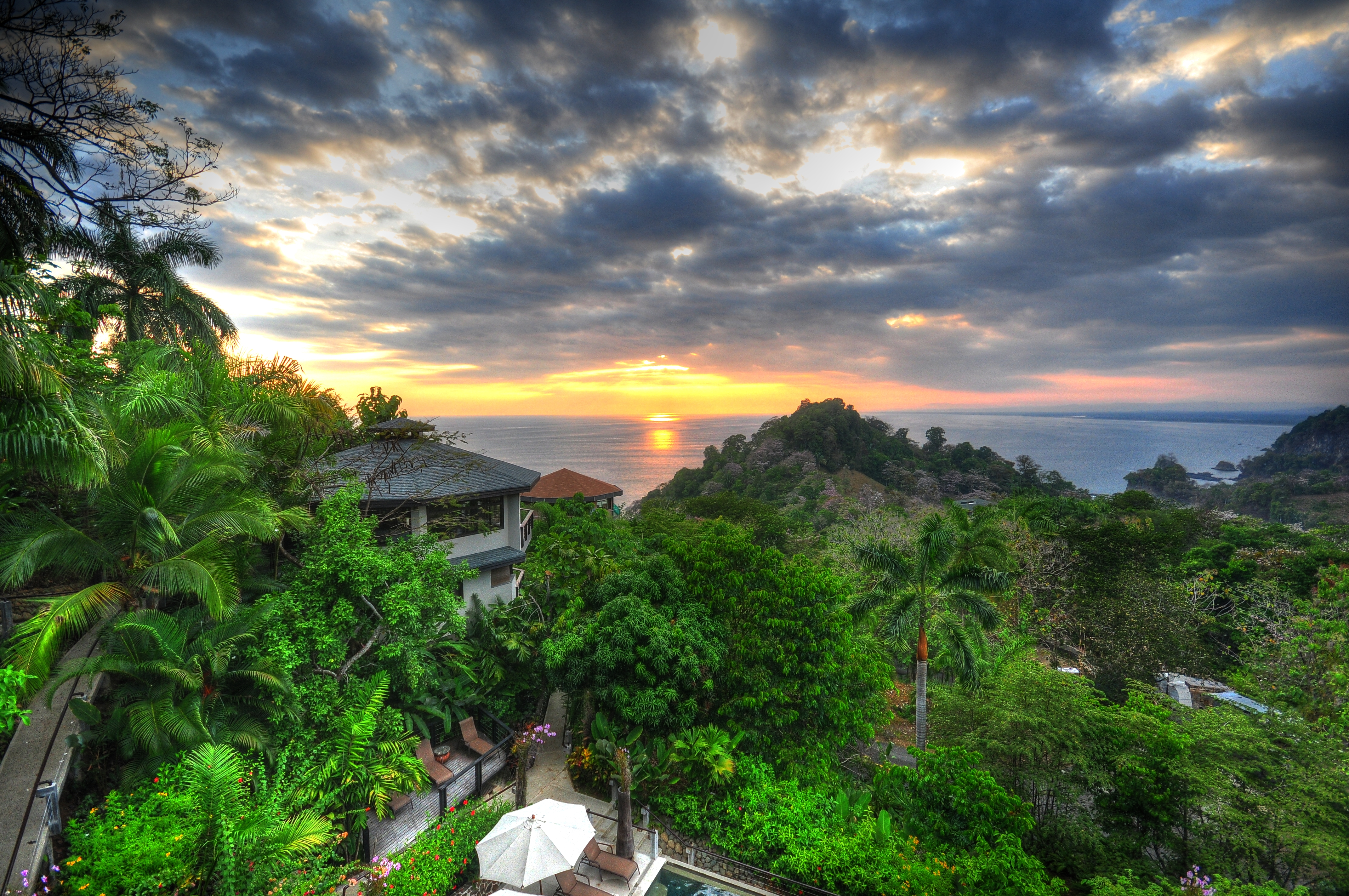
Coucher de soleil à Quépos